# A Book Like This
A Book Like This è il primo album in studio del duo musicale australiano Angus & Julia Stone, pubblicato nel 2007.

## Tracce
1. The Beast – 3:50
2. Here We Go Again – 4:59
3. Wasted – 3:44
4. Just a Boy – 3:57
5. Bella – 4:05
6. Hollywood – 2:37
7. A Book Like This – 3:51
8. Silver Coin – 4:56
9. Stranger – 4:10
10. Soldier – 3:39
11. Jewels and Gold – 4:22
12. Another Day – 4:17
13. Horse and Cart – 4:36
14. Mother Hubbards Shoe (bonus track)